# Ісковецька сільська рада (Лохвицький район)
Ісковецька сільська рада — колишній орган місцевого самоврядування у Лохвицькому районі Полтавської області з центром у селі Ісківці.

## Населені пункти
Сільраді були підпорядковані населені пункти:
- c. Ісківці
- c. Дрюківщина
- c. Овдіївка
- c. Скоробагатьки
- c. Яблунівка